# Glenwood (Minnesota)
Pour les articles homonymes, voir Glenwood.
La ville américaine de Glenwood est le siège du comté de Pope, dans l’État du Minnesota. Lors du recensement de 2010, sa population s’élevait à 2 564 habitants.

## Source
- (en) Cet article est partiellement ou en totalité issu de l’article de Wikipédia en anglais intitulé « Glenwood, Minnesota » (voir la liste des auteurs).